# رالف ميتكالف
رالف ميتكالف (بالإنجليزية: Ralph Metcalf)‏ هو محامي وسياسي أمريكي، ولد في 21 نوفمبر 1798 في الولايات المتحدة، وتوفي في 26 أغسطس 1858 في نفس البلد. حزبياً، نشط في حزب لا أدري والحزب الجمهوري والحزب الديمقراطي. وقد انتخب حاكم نيو هامبشاير ‏.